# درفش‌گیاه
درفش‌گیاه (نام علمی: Anthurium) نام یک سرده از راسته قاشق‌واش‌سانان است. درفش گیاه یا آنتوریوم (Anthurium)، یک گیاه غیرمتعارف و عجیب استوایی است با برگ‌های قلبی شکل ضخیم به رنگ سبز تیره و یک درفش زرد، ارغوانی، سفید یا سبز روشن که به‌صورت عمودی در مرکز برگکی به رنگ قرمز، صورتی یا سفید قرار دارد. برگ‌ها و ساقهٔ درفش گیاه که با نام گل فلامینگو هم شناخته می‌شود، سمی هستند و خوردن آن‌ها باعث ایجاد درد همراه با سوزش در دهان و ایجاد تورم و تاول در آن منجر می‌شود. مسمومیت با این گیاه سمی که معمولاً با گرفتگی و خش‌دار شدن صدا و مشکل در بلعیدن غذا نیز همراه است، با گذشت زمان برطرف می‌شود ولی مصرف مایعات خنک، قرص مسکن و سبزی‌هایی که شیرهٔ چسبناک دارند مثل شیرین‌بیان و بذر کتان، درد و عوارض ناخوشایند آن را کاهش می‌دهد.
زمان گلدهی گیاه از بهار تا پایان تا تابستان است. گل‌های آنتوریوم چندین هفته دوام می‌آورند.
این گیاه به هوای مرطوب و برنامهٔ آبیاری دقیق نیاز دارد. ریشه‌های هوایی این گیاه را باید به داخل کمپوست مرطوب فروکرد.آنتوریوم حدود ۸۰۰ گونه متفاوت دارد که در مکزیک، آمریکا، آرژانتین و ارورگوئه کشف شده‌اند. نام‌های دیگر این گل، گل فلامینگو، گل جادویی یا زبان رنگ شده است.
آنتوریوم به دلیل گل‌های رنگارنگ و برگهای زینتی اش در بین مردم جهان محبوب است. گل قرمز رنگ او براق و چرمی است. گل آنتوریوم، نماد مهمان نوازی و خون‌گرمی است. عده ای باور دارند که این گل خوش شانسی آورده و شیطان را دور می‌کندآنتوریوم انواع مختلفی دارد. معنی دیگر این گل، شادمانی و خوشحالی است. برگ گلبرگ‌هایش می‌تواند سفید، زرد، قرمز، صورتی، نارنجی یا سبز باشد. علاوه بر این، قد آنتوریوم هم متفاوت است.